# Campbellton (Floride)
Pour les articles homonymes, voir Campbellton.
Campbellton est une ville américaine située dans le comté de Jackson en Floride.

## Démographie
| 1920 | 1930 | 1940 | 1950 | 1960 | 1970 |
| ---- | ---- | ---- | ---- | ---- | ---- |
| 277  | 314  | 311  | 307  | 309  | 304  |

| 1980 | 1990 | 2000 | 2010 | - | - |
| ---- | ---- | ---- | ---- | - | - |
| 336  | 202  | 212  | 230  | - | - |

Selon le recensement de 2010, Campbellton compte 230 habitants. La municipalité s'étend sur 2,58 milles carrés (6,68 km2), dont 2,52 milles carrés (6,53 km2) de terres.